# Кривченский сельсовет
Кривчанский сельсовет (бел. Крыўчанскi сельсавет) — упразднённая административная единица на территории Брагинского района Гомельской области Белоруссии.

## История
20 сентября 2002 года сельсовет упразднён, его населённые пункты включены в состав Маложинского сельсовета.

## Состав
Кривченский сельсовет включал 6 населённых пунктов:
- Алексеевка — деревня
- Демеевка — посёлок
- Дуброва — деревня
- Красная Нива — посёлок
- Кривча — деревня
- Переносы — деревня